# Timirim
Timirim é um bairro do município brasileiro de Timóteo, no interior do estado de Minas Gerais. Localiza-se no distrito-sede, estando situado na Regional Sudeste. Segundo o censo demográfico de 2022, realizado pelo Instituto Brasileiro de Geografia e Estatística (IBGE), sua população era de 2 003 habitantes e havia 776 domicílios particulares permanentes ocupados.
De acordo com o IBGE, em 2010 a população era de 2 307 habitantes e havia 792 domicílios particulares.
Localizado entre os centros Norte e Sul de Timóteo, que são as principais centralidades do município, o Timirim contém diversos marcos da cidade, como o Hospital e Maternidade de Timóteo, a Igreja de São José (Igreja do Timirim), a Biblioteca Pública Municipal Raquel Pacífico Drumond, a escola e clube do SESI e a Praça do Coliseu, que foi projetada pelo arquiteto Éolo Maia e construída em 1983.

## História

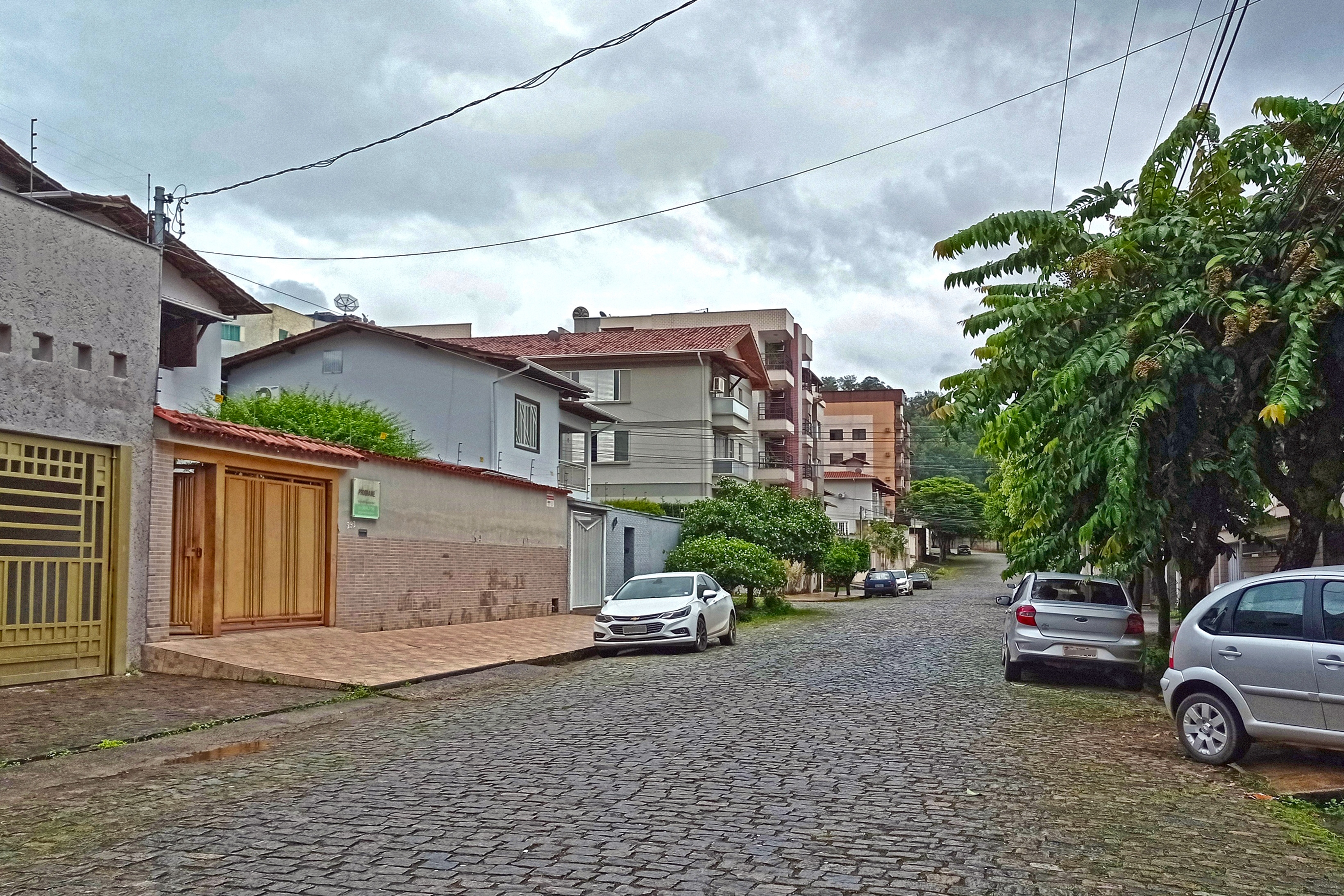
Rua Clóvis Gonçalves Ferreira, no Alto Timirim, expansão do bairro Timirim que foi iniciada na década de 1970.

O surgimento do bairro está relacionado à construção da antiga vila operária da Acesita (atual Aperam South America), para atender aos trabalhadores da empresa, instalada em Timóteo na década de 1940. O projeto urbanístico do Timirim, concebido pelo engenheiro Romeu Duffles Teixeira, foi entregue em 1953. Foi um dos primeiros bairros projetados a serem entregues e ocupados.
O Timirim foi construído em uma área que a princípio seria o "centro" da cidade planejada, que também incluía o Olaria. Entretanto, por abrigar serviços, clubes e comércio e devido à localização entre os centros Norte (núcleo urbano original do município) e Sul (onde foi instalado o centro comercial da vila operária) de Timóteo, acabou se tornando um centro secundário da zona urbana.
Dentre os serviços que tiveram suas áreas destinadas no projeto do bairro Timirim e se consolidaram, há de se ressaltar o Hospital da Acesita (mais tarde renomeado para Hospital e Maternidade Vital Brazil e Hospital e Maternidade de Timóteo) e a Igreja de São José do Timirim. O hospital teve sua inauguração em 1952, enquanto que a igreja, iniciada em 1950, só veio a ser concluída na década de 1970. Outros serviços que também remontam ao período de implantação da vila operária incluem a escola secundária (atual Colégio Católica Timóteo), a biblioteca municipal (atual Biblioteca Pública Municipal Raquel Pacífico Drumond) e o sindicato dos metalúrgicos.
Após 1975, a Acesita ainda financiou o loteamento de uma extensão do Timirim, que mais tarde ficou conhecida como Alto Timirim. Diferentemente das casas planejadas da parte mais antiga do bairro, sua extensão possibilitava que os trabalhadores, principalmente aqueles com cargos de nível superior, personalizassem suas moradias. Dessa forma, o bairro mais recente se tornou marcado por sobrados e edificações de maior porte.